# Georg Marion
Georg Marion, eigentlich Georg Meyer (4. Mai 1866 in Burglengenfeld – 1. Juni 1935 in Leipzig) war ein deutscher Opernsänger (Tenor), Opernregisseur und Gesangspädagoge.

## Leben
Marion, Sohn eines Brauereibesitzers, war ursprünglich für den geistlichen Stand bestimmt, besuchte auch das Klosterseminar im Benediktinerkloster Metten in Bayern, kam dann nach Regensburg, wo er wiederholt als Domsänger auftrat, bezog jedoch nach Absolvierung des Gymnasiums die Universität, um Rechtswissenschaft zu studieren.
Seine Stimme erlaubte es ihm, sich noch als Student einer Konzertreise, die das Rennersche Madrigalenquartett durch die bedeutendsten Städte unternahmen, anzuschließen. Er verzichtete auf jede akademische Karriere und entschloss sich 1879 auf Anregung Freiherrn von Perfalls, dem die schöne Stimme des jungen Mannes aufgefallen war, sich der Bühnenlaufbahn zu widmen.
Er besuchte das Münchner Konservatorium, Karl Johann Brulliot und Adolf Schimon wurden seine Lehrer, und am 8. Oktober 1880 debütierte er als „Lyonel“ in „Martha“ am Stadttheater in St. Gallen, worauf er engagiert wurde. Nach zweijähriger Tätigkeit dort debütierte Marion als „David“ in den „Meistersingern“ am Stadttheater in Leipzig, in dessen Verband er auch am 1. August 1882 trat.
Dort wirkte der Künstler, ein trefflicher und unverwüstlicher Spieltenor, stets mit der gleichen Tonfrische und dem gleichen unermüdlichen Pflichteifer. Man lobte allgemein sein nicht gewöhnliches darstellerisches Geschick, die Sicherheit in der Behandlung des Sprechtones und die Ausdauer seines schönen Organs, das über eine eigentümliche Färbung verfügt. In jeder Rolle bewies er seine Charakterisierungskunst aufs Unzweideutigste. Nebst seinem „David“, den er seit seinem ersten Auftreten noch stets mit derselben Treuherzigkeit sang, wären von seinen Hauptrollen noch ganz besonders zu erwähnen: „Mime“ und die Lortzingschen Spielpartien.
Gastspiele führten ihn in seiner Leipziger Zeit an die Hofopern von Dresden, Berlin und Wien und an das Opernhaus von Frankfurt am Main.
Er wirkte, ab 1902 auch als Regisseur, bis 1921 am Opernhaus von Leipzig. Er wurde dort zum Ehrenmitglied ernannt.